# ぼくら心のふるさと
『ぼくら心のふるさと』は、NHK総合テレビジョンの音楽番組『ステージ101』のレギュラー・グループだったヤング101が、1973年にNHKステージ101の名義で発表したアルバムである。

## 解説
ヤング101の通算14作目のオリジナル・アルバムで、CBSソニーから発売された5作目に相当する。
『ステージ101』の2代目音楽監督の東海林修が音楽監修、編曲、ヤング指導を担当した。
2024年6月、本作を含めてヤング101がCBSソニーから発表した6作のアルバムがサブスクリプション配信された。

## 収録曲
| #  | タイトル                                  | 作詞          | 作曲             | 編曲     | 歌                          |
| -- | ----------------------------------------- | ------------- | ---------------- | -------- | --------------------------- |
| 1. | 「心の旅」                                | 財津和夫      | 財津和夫         | 東海林修 | ヤング101男声               |
| 2. | 「君の誕生日」                            | 山上路夫      | すぎやまこういち | 東海林修 | 湖東美歌 ヤング101          |
| 3. | 「紙風船」                                | 黒田三郎      | 後藤悦次郎       | 東海林修 | 伊藤三礼子 山崎功 ヤング101 |
| 4. | 「夢の中へ」                              | 井上陽水      | 井上陽水         | 東海林修 | ヤング101                   |
| 5. | 「伽草子」                                | 白石ありす    | 吉田拓郎         | 東海林修 | 工藤たけし ヤング101女声    |
| 6. | 「ジャンバラヤ Jambalaya (On the Bayou)」 | Hank Williams | Hank Williams    | 東海林修 | ヤング101                   |

| #  | タイトル                 | 作詞     | 作曲     | 編曲     | 歌                       |
| -- | ------------------------ | -------- | -------- | -------- | ------------------------ |
| 1. | 「夕暮」                 | 高田渡   | 東海林修 | 東海林修 | まきのりゆき ヤング101   |
| 2. | 「紅通りのサーカス団」   | 高田渡   | 東海林修 | 東海林修 | ヤング101男声            |
| 3. | 「いい娘」               | 高田渡   | 東海林修 | 東海林修 | 塩見大治郎 ヤング101男声 |
| 4. | 「僕の生れた村」         | 西岡恭蔵 | 東海林修 | 東海林修 | 塩見大治郎 ヤング101男声 |
| 5. | 「詩人」                 | 高田渡   | 東海林修 | 東海林修 | ヤング101男声            |
| 6. | 「空と海がとけあうとき」 | 松本隆   | 東海林修 | 東海林修 | ヤング101                |

## CDボックス『ギフト・ボックス』
2012年、ヤング101名義の5枚組のCDボックス・セット『ギフト・ボックス』が発売された。本作の全曲はディスク4に収録された。